# Christiansburg (Ohio)
Christiansburg es una villa ubicada en el condado de Champaign en el estado estadounidense de Ohio. En el Censo de 2010 tenía una población de 526 habitantes y una densidad poblacional de 940,23 personas por km².

## Geografía
Christiansburg se encuentra ubicada en las coordenadas 40°3′24″N 84°1′31″O / 40.05667, -84.02528. Según la Oficina del Censo de los Estados Unidos, Christiansburg tiene una superficie total de 0.56 km², de la cual 0.56 km² corresponden a tierra firme y (0%) 0 km² es agua.

## Demografía
Según el censo de 2010, había 526 personas residiendo en Christiansburg. La densidad de población era de 940,23 hab./km². De los 526 habitantes, Christiansburg estaba compuesto por el 96.01% blancos, el 0% eran afroamericanos, el 0.57% eran amerindios, el 0.19% eran asiáticos, el 0% eran isleños del Pacífico, el 1.14% eran de otras razas y el 2.09% pertenecían a dos o más razas. Del total de la población el 1.33% eran hispanos o latinos de cualquier raza.